# L3Harris Technologies
L3Harris Technologies – amerykański koncern z branży obronnej, z siedzibą w Melbourne, w stanie Floryda. Firma zajmuje się głównie opracowywaniem, produkcją i sprzedażą techniki łączności i walki elektronicznej.

## Historia
Koncern powstał w 2019 roku, w wyniku połączenia firm; L3 Technologies z Harris Corporation. Jest światowym liderem w dziedzinie rozwiązań, w zakresie sprzętu nadzoru elektronicznego, powietrznego, lądowego, pokładowego i przybrzeżnego dla lotnictwa cywilnego, bezpieczeństwa granic i wybrzeża, operacji wojskowych i innych zastosowań. Rozwija produkcję m.in. dronów powietrznych i morskich, systemów łączności dla sił zbrojnych oraz systemów do obserwacji przestrzeni powietrznej. Oferuje kompleksowe rozwiązania z zakresu inżynierii lotniczej, wywiadu, obserwacji i rozpoznania (ISR), integracji złożonych systemów, modyfikacji samolotów, testów w locie i certyfikacji, rozwiązań i usług w zakresie wsparcia logistycznego dla wykonawców (CLS) oraz platformy walki elektronicznej na różnych platformach samolotów wojskowych.

## Przykładowa produkcja

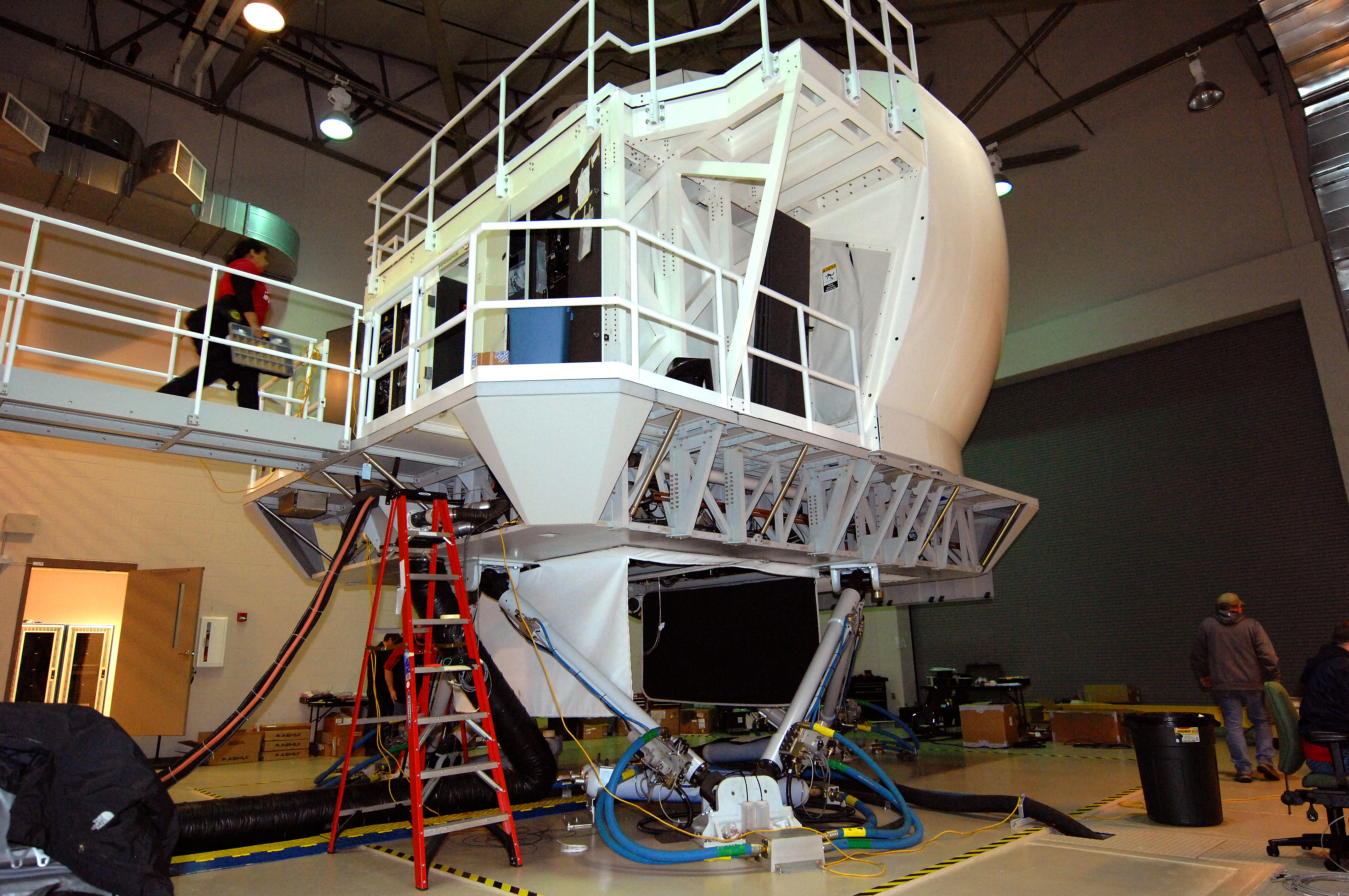
L3 Technologies RC-135 Trenażer lotu.
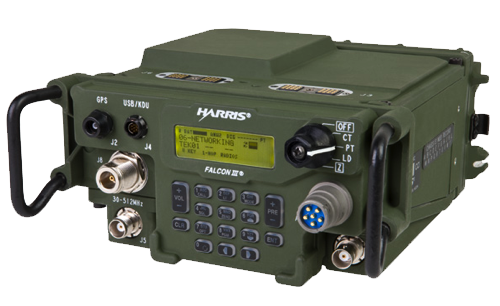
L3 Harris AN PRC-152 i AN PRC-117. Radiostacja taktyczna.
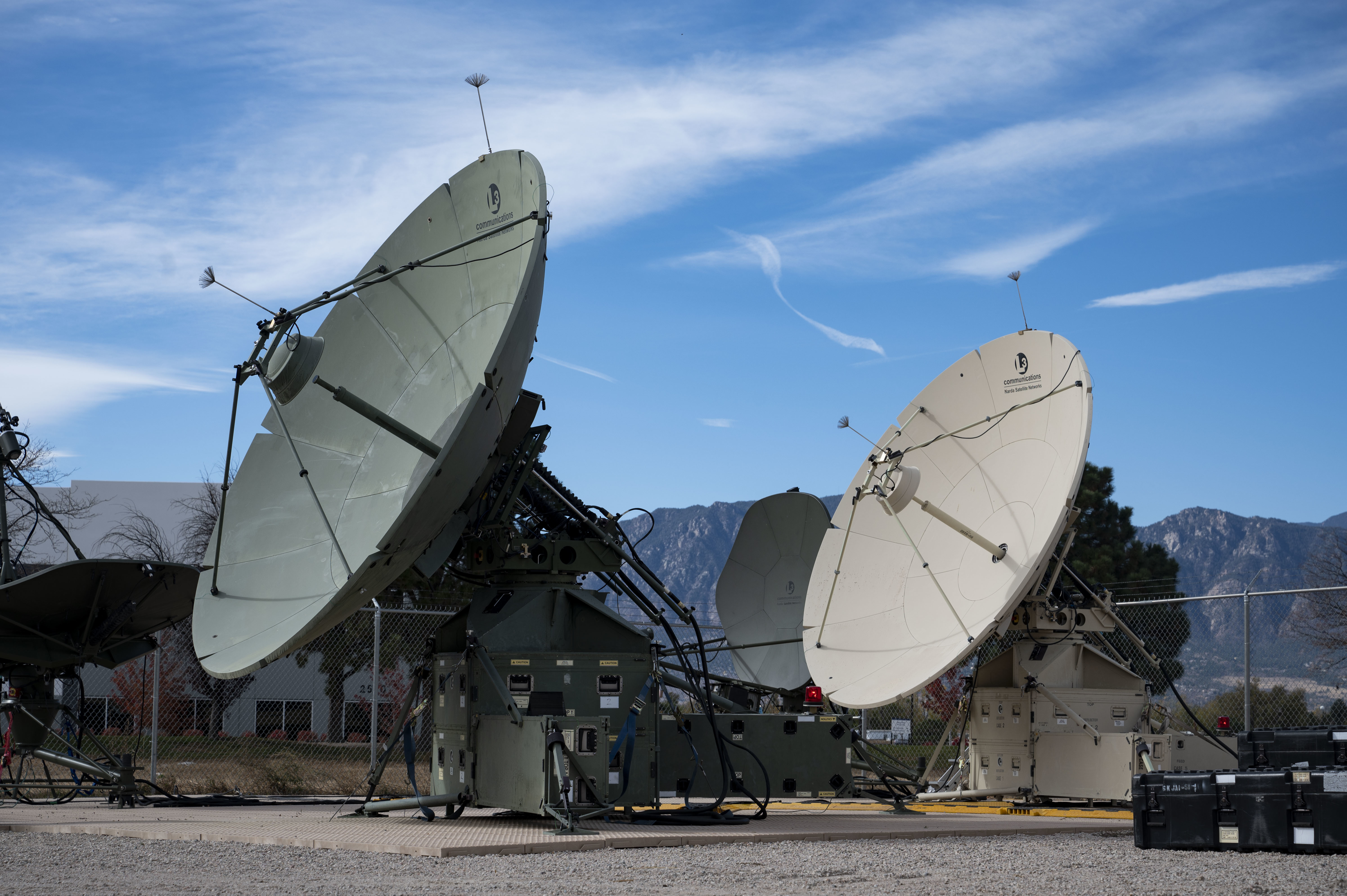
Systemy radarowe.
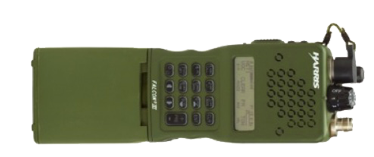
L3 Harris AN PRC-152. Radiotelefon taktyczny.
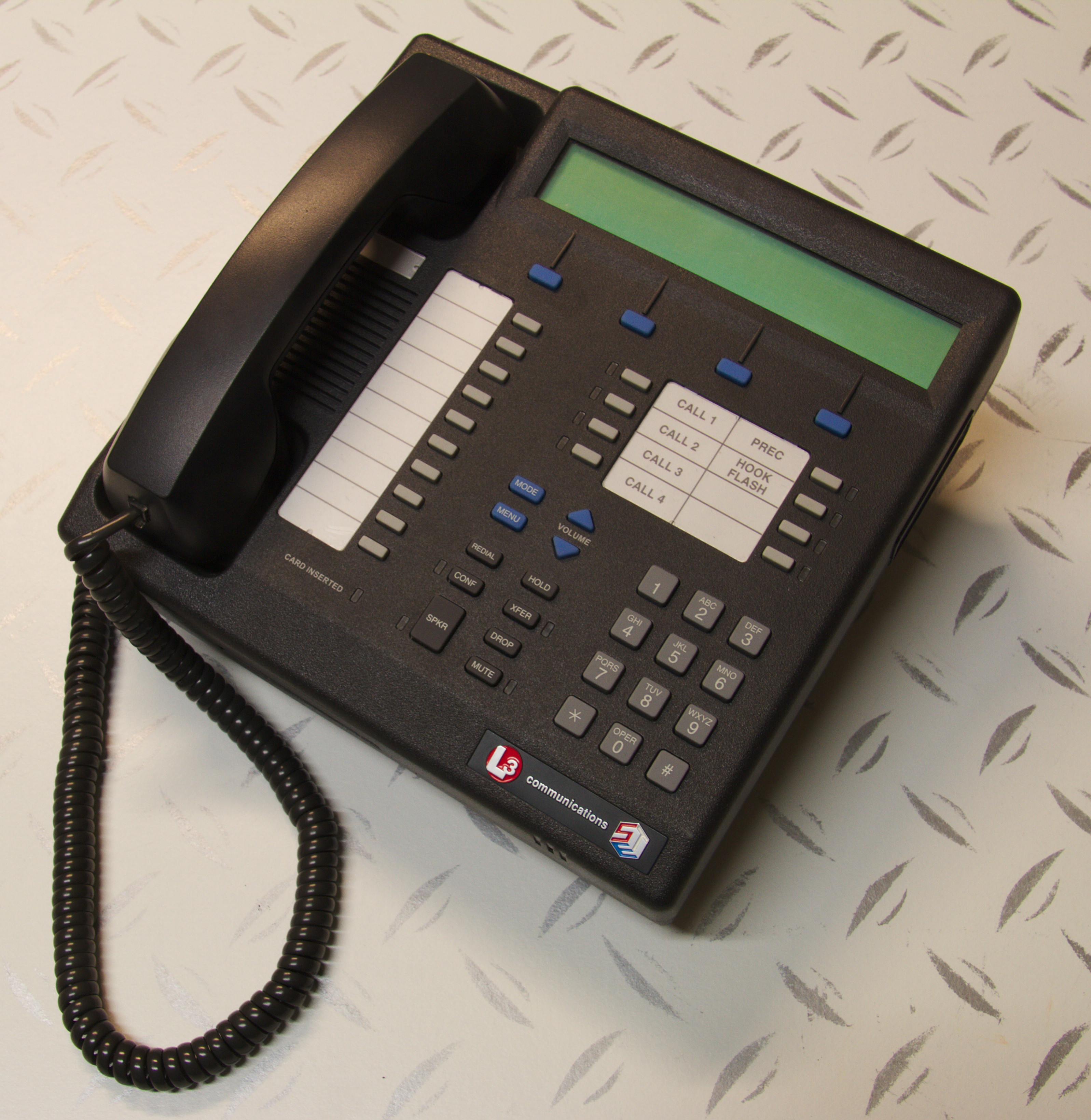
L3 STE. Telefon łączności kodowanej.

## W Polsce
Firma jeszcze jako Harris Corporation, od 2001 roku wspierała potrzeby Sił Zbrojnych RP w zakresie łączności taktycznej, dostarczając najnowocześniejsze rozwiązania dla polskich sił specjalnych, lotniczych i wojsk lądowych. Podpisane w 2023 roku porozumienie L3Harris Technologies z Polską Grupą Zbrojeniową S.A. wzmacnia współpracę z obiema firmami i przyczynia się do integracji oraz utrzymania systemów łączności w Siłach Zbrojnych RP jednocześnie wzmacniając polski przemysł obronny.

## Filie koncernu
- Australia
- Kanada
- Indie
- Japonia
- Arabia Saudyjska
- Singapur
- Korea Południowa
- Tajwan
- Zjednoczone Emiraty Arabskie
- Wielka Brytania[7]